# Paul Steen

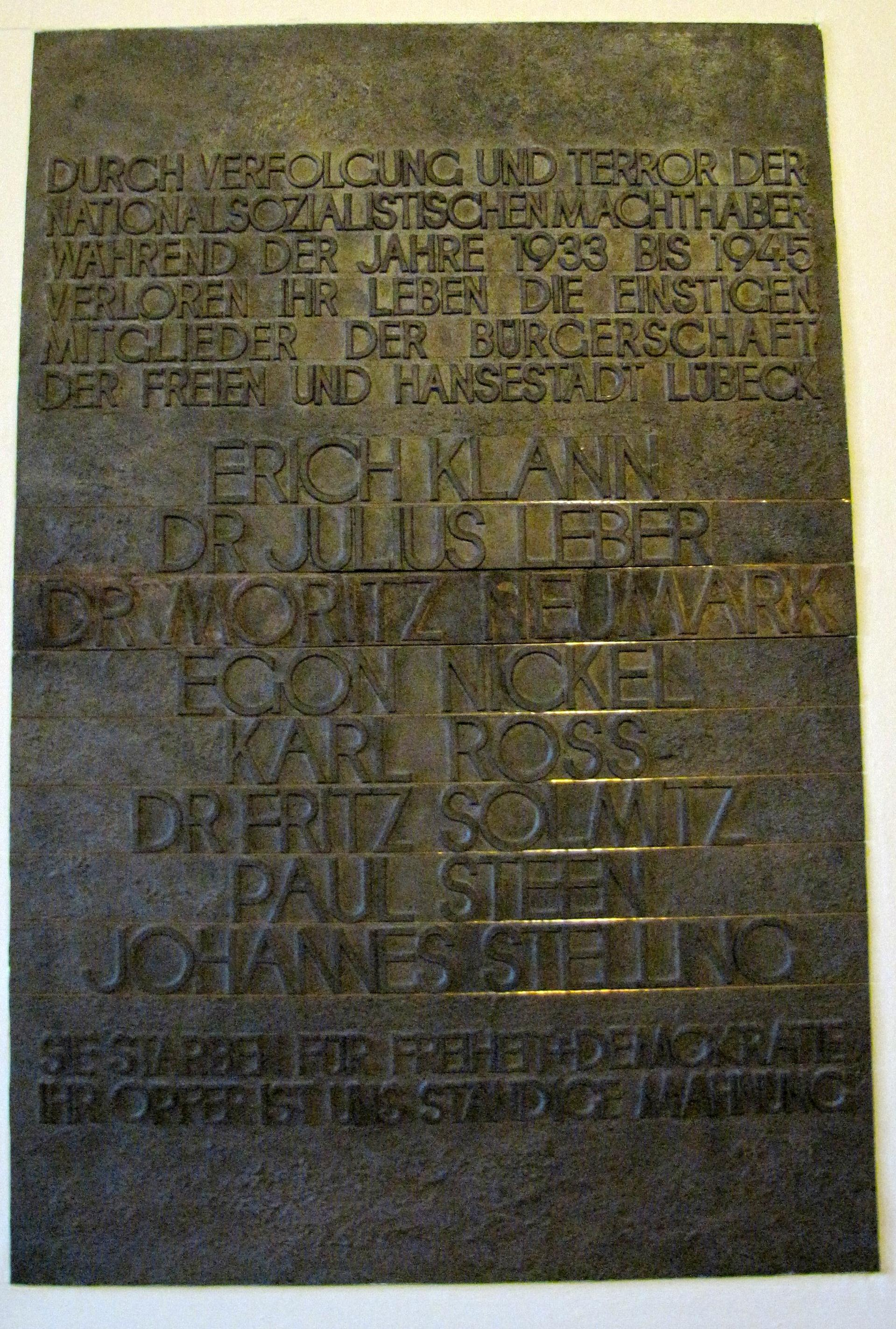
Gedenktafel im Lübecker Rathaus für die Bürgerschaftsmitglieder, die Opfer des Nationalsozialismus wurden

Paul Steen (* 23. Dezember 1905 in Lübeck; † 1938 in Spanien) war ein deutscher Politiker der KPD.
Der gelernte Schlosser Steen arbeitete in verschiedenen Berufen, fuhr zur See und arbeitete später auf der AG Weser in Bremen. 1929 wurde er Mitglied der KPD. Er war ab 1932 Org-Leiter des Unterbezirks Bremen und von 1932 bis 1933 Abgeordneter der Kommunistischen Partei Deutschlands in der Lübecker Bürgerschaft, einem der kleineren der deutschen Landesparlamente. Von den Nationalsozialisten wurde er 1933 verhaftet und ging nach seiner Freilassung Ende des Jahres in den Untergrund. Er floh in die Tschechoslowakei und leitete unter dem Decknamen Hellmuth die KPD-Emigrantenzentrale in Asch. Steen ging dann in die Schweiz, wurde dort aber nach Frankreich ausgewiesen.
Im Spanischen Bürgerkrieg ab 1936 kämpfte er als Angehöriger der XI. Internationalen Brigade und fiel 1938 in Spanien als Politkommissar einer ihrer Kompanien. Das Deutsche Reich setzte ihn 1938 auf eine Ausbürgerungsliste.
Die Paul-Steen-Straße im Stadtteil St. Jürgen ist nach ihm benannt. Vor der Stitenstraße 25 in Lübeck erinnert ein Stolperstein an sein Schicksal.